# ワンネス〜運命引き寄せの黄金律〜
『ワンネス〜運命引き寄せの黄金律〜』（ワンネス うんめいひきよせのおうごんりつ）は、2014年12月公開の日本映画。2013年12月19日に有楽町朝日ホールにて、先行試写され、2014年12月6日 - 12月19日にシネマート六本木にて、『ワンネス〜運命引き寄せの黄金律〜』、『生まれ変わりの村』、『和〜WA〜』の3本同時上映された。

## 概要
『スープ〜生まれ変わりの物語〜』のスピンオフ版で、原作は森田健のSF小説『神のなせる技なり』。『神のなせる技なり』は不思議現象の調査を基にした仮説を小説化したもので、映画『ワンネス～運命引き寄せの黄金律～』は、小説の3篇の中の「時間の技」をベースとしている。森田健が監督と脚本を手がけて映画化された。森田健の映画監督デビュー作でもある。

## あらすじ
主人公の高校生、西崎智也と城山容子は前世記憶者である。江戸時代に新撰組剣士であった森田一雄（西崎智也の前世）を近藤勇と間違えて刺し殺した杉本洋子（城山容子の前世）もその場で斬り殺され、2人はあの世を共にすることとなる。前世記憶をもったまま生まれ変わった2人は、この世で再会し恋人同士となる。そんな2人はふとしたことから次元や時空を超えた事件に巻き込まれ、別々の次元に飛ばされてしまう。次々と起こる事件を乗り越え、生死を超えて、次元反転によって再会を果たすストーリー。智也のアニマや外応（外からの吉凶のサイン）に助けられ、運命を引き寄せ好転させるのがこの物語のキーである。

## キャスト
- 西崎智也 - 中村祐一朗
  - 16歳。大学付属高校1年。前世記憶者。
- 城山容子 - 梅村結衣
  - 16歳。大学付属高校1年。前世記憶者。
- アニマ - 梅村結衣（城山容子が一人二役）
- 水島修一 - 城咲仁
  - 38歳。先進技術研究室教授。
- 中田雄介 - 森渉
  - 26歳。先進技術研究室大学院。
- 丸本啓吾 - 荒金蔵人 
  - 34歳。警官。
- 若杉裕太 - 比上孝浩
  - 25歳。警官。
- 森田一雄 - 前田耕陽
  - 43歳。新撰組。西崎智也の前世。
- 杉本洋子 - 立花彩野
  - 25歳。森田を刺す女。城山容子の前世。
- 西野治 - IZAM（特別出演）
  - 49歳。新撰組。
- 何でも楽器指揮者 - 山川紘矢
- シャボン玉演奏者 - 山川亜希子
- 虹演奏者 - 佐野美代子
- 鼻笛演奏者 - 森良美
- 小学生演奏男子 - 木越安寿郎
- 小学生演奏女子 – 小山りさ
- 自転車転倒中年男 - 森田健
- 水鉄砲少年 - 森山舞音人
- 歩道で水をかけられる女性 - 木越祐紀子
- 天使 - 速水ゆかこ
- オカマ男子 - 長張慎平
- スープ嬢 - 曲師夕貴

## スタッフ
- 監督・脚本：森田健
- プロデューサー：太代眞裕、沖津康雄
- 撮影：倉本和人
- 照明：淡路俊之
- 録音：山口勉
- 助監督：伊藤一平
- 美術：渡邉利枝
- 編集：米田博之
- 音楽：花崎雅芳
- VFX・CG：石水朋哉
- イラストレーション：藤川みどり
- アシスタントプロデューサー：小泉綾子
- 製作：太田信吾、小泉剛、名倉愛
- 制作：リンクライツ
- 製作：2013「ワンネス」フィルムパートナーズ